# Brasilodontidae
Brasilodontidae es una familia extinta de cinodontes cercanamente relacionados con los mamíferos. En vida, los brasilodóntides eran animales de pequeño tamaño y probablemente insectívoros. La mayor parte de los restos de brasilodóntidos proceden de depósitos del Triásico Medio y el Triásico Superior de Brasil, como indica su nombre, principalmente en las municipalidades de Candelária y Faxinal do Soturno. La especie Brasilodon quadrangularis, se conoce solo de Paleorrota.

 Los brasilodóntidos son también conocidos de Argentina. Una especie de cinodonte descubierto en India, Panchetocynodon damodarensi ha sido asignada también a Brasilodontidae. Esta data del Triásico Inferior, lo cual extendería en gran medida el rango temporal de la familia.